# Juan Ángel Magariños de Morentín
Juan Ángel Magariños de Morentín (San Juan de Poyo, Pontevedra, España; 20 de julio de 1935-San Salvador de Jujuy, Argentina; 12 de abril de 2010), fue un profesor e investigador, especialista en semiótica.

## Biografía
Se graduó como licenciado en derecho en la Universidad de Barcelona, España, en 1969.
Su trayectoria fue larga y por demás respetada. Se desempeñó como profesor titular de Semiótica y Metodología de Investigación en la Universidad Nacional de Jujuy y en la Universidad Nacional de La Plata. Fue investigador categoría I. Dictó numerosos seminarios en carreras de grado y posgrado, en la Argentina y otros países.
Fue docente del Doctorado en Semiótica del Centro de Estudios Avanzados de la Universidad Nacional de Córdoba. Se desempeñó como profesor visitante, investigador invitado y fue director de tesistas de grado y posgrado. Encabezó numerosos proyectos de investigación y seminarios.
Organizó el primer instituto de semiótica de Buenos Aires, el ILAE (Instituto y Laboratorio de Análisis Estructurales). Entre 1988 y 1994 fue director del Instituto de Investigación de la Comunicación Social de la Universidad Nacional de La Plata. Desde 1988 hasta 1994 fue miembro de la Comisión de Investigaciones Científicas y Tecnológicas del Consejo Superior de la Universidad Nacional de La Plata y de su Junta Ejecutiva (hasta 1992). De 1989 a 1994 fue consejero titular del Consejo Directivo de dicha Facultad.
Participó como expositor en más de cien congresos y jornadas nacionales e internacionales.
Dentro de sus trabajos de investigación se articulan diferentes dimensiones y problemáticas semióticas ordenadas en  propuestas metodológicas para el estudio de cada una de las semióticas particulares. Este abordaje, en tanto práctica analítica y epistemológica, intenta en cada caso identificar las reglas y las operaciones necesarias para explicar la transformación histórica de los distintos sistemas semióticos y mundos semióticos posibles.

## Publicaciones principales

### Libros
- 1972. Semiología, afasia y discurso psicótico (Buenos Aires: Rodolfo Alonso).
- 1973-1976. Curso de semiología estructural (I, II y III) (Buenos Aires: ILAE).
- 1976. Semiología del pensamiento científico, en colaboración con Abel Kivilevich (Buenos Aires: ILAE).
- 1980. Síntesis crítica de la teoría del folklore en hispanoamérica, en colaboración con Martha Blache (Buenos Aires: Tekne). 2.ª ed. (Buenos Aires: Centro de Investigaciones Antropológicas).
- 1981. El cuadro como texto. Aportes para una semiología de la pintura (Buenos Aires: Tres Tiempos).
- 1983. El signo. Las fuentes teóricas de la semiología: Saussure, Peirce, Morris (Buenos Aires: Hachette).
- 1984. Del caos al lenguaje (Buenos Aires: Tres Tiempos).
- 1984. El mensaje publicitario (Buenos Aires: Hachette).
- 1991. El mensaje publicitario y Nuevos ensayos sobre semiótica y publicidad, 2.ª ed. aumentada (Buenos Aires: Edicial).
- 1991. La semiótica de enunciados (La Plata: IICS, Universidad Nacional de La Plata). Reedición modificada, 1993.
- 1996. Los fundamentos lógicos de la semiótica y su práctica (Buenos Aires: Edicial).
- 2003. Hacia una semiótica indicial. Acerca de la interpretación de objetos y comportamientos (La Coruña: Ediciós do Castro).
- 2008. La semiótica de los bordes. Apuntes de metodología semiótica (Córdoba: Ed. Comunicarte).

### Algunos artículos
- 1986. "Logic foundation of semiotics". Semiotische Berichte 10 (1/2), 141-159.
- 1987. "Semiotics in Argentina". En The Semiotic Web '86. An International Yearbook, ed. Thomas A. Sebeok y Jean Umiker-Sebeok (Berlin: Mouton de Gruyter), 123-142.
- 1990. "Future scenarios and possible semiotic worlds". Semiotische Berichte 14, 15-25.
- 1992. "Les opérations sémiotiques fondamentales". S. European Journal for Semiotic Studies 4, 459-477.
- 1996a "Spatial semiosis in architecture: Descriptive and generative analysis", en colaboración con José Luis Caivano. Semiotica, Journal of the International Association for Semiotic Studies 110 (1/2), 127-144.
- 1997. "Semiosis visual versus semiosis verbal; dos operaciones cognitivas diferenciales". Cuadernos de la Forma (SEMA, Sociedad de Estudios Morfológicos de la Argentina, Buenos Aires) N.º 1, 37-47.
- 2001. "La(s) semiótica(s) de la imagen visual". Cuadernos (Revista de la Facultad de Humanidades y Ciencias Sociales de la Universidad Nacional de Jujuy) N.º 17,noviembre, 295-320.
- 2002. "Los cualisignos icónicos como integrantes de la semiótica privada". En Color: arte, diseño y tecnología. ArgenColor 2000, Actas (Buenos Aires: Grupo Argentino del Color), 175-182.
- 2003. "La recuperación de la memoria visual". DeSignis (Revista de la Federación Latinoamericana de Semiótica) N.º 4, julio, 139-156.
- 2005. "Performance of abduction in the interpretation of visual images". Semiótica, Journal of the International Association for Semiotic Studies 153 (1/4), 375-388.
- 2007. "La semiótica de los bordes". Tópicos del Seminario (Benemérita Universidad Autónoma de Puebla) N.º 18, Significación y negatividad, 97-112.